# Frank Knight
Frank Hyneman Knight (7. november 1885 - 15. april 1972) var en amerikansk økonom, der tilbragte det meste af sin karriere på University of Chicago, hvor han blev en af grundlæggerne af Chicagoskolen inden for økonomi. Nobelprismodtagerne Milton Friedman, George Stigler og James M. Buchanan var alle studerende under Knight, mens de gik på universitet. Ronald Coase sagde, at Knight havde haft stor indflydelse på hans tænkning, selvom han ikke var blevet undervist af ham. F.A. Hayek betragtede Knight som en af de største personer i bevaring og promovering af den klassiske liberalistiske tankegang i 1900-tallet.